# Boeing-Saab T-7 Red Hawk
Boeing-Saab T-7A Red Hawk (на стадии разработки именовался как Boeing T-X, затем Boeing-Saab T-X) — американо-шведский усовершенствованный учебно-тренировочный самолёт, создан для замены Northrop T-38 Talon. 27 сентября 2018 года стал победителем программы T-X.

## История

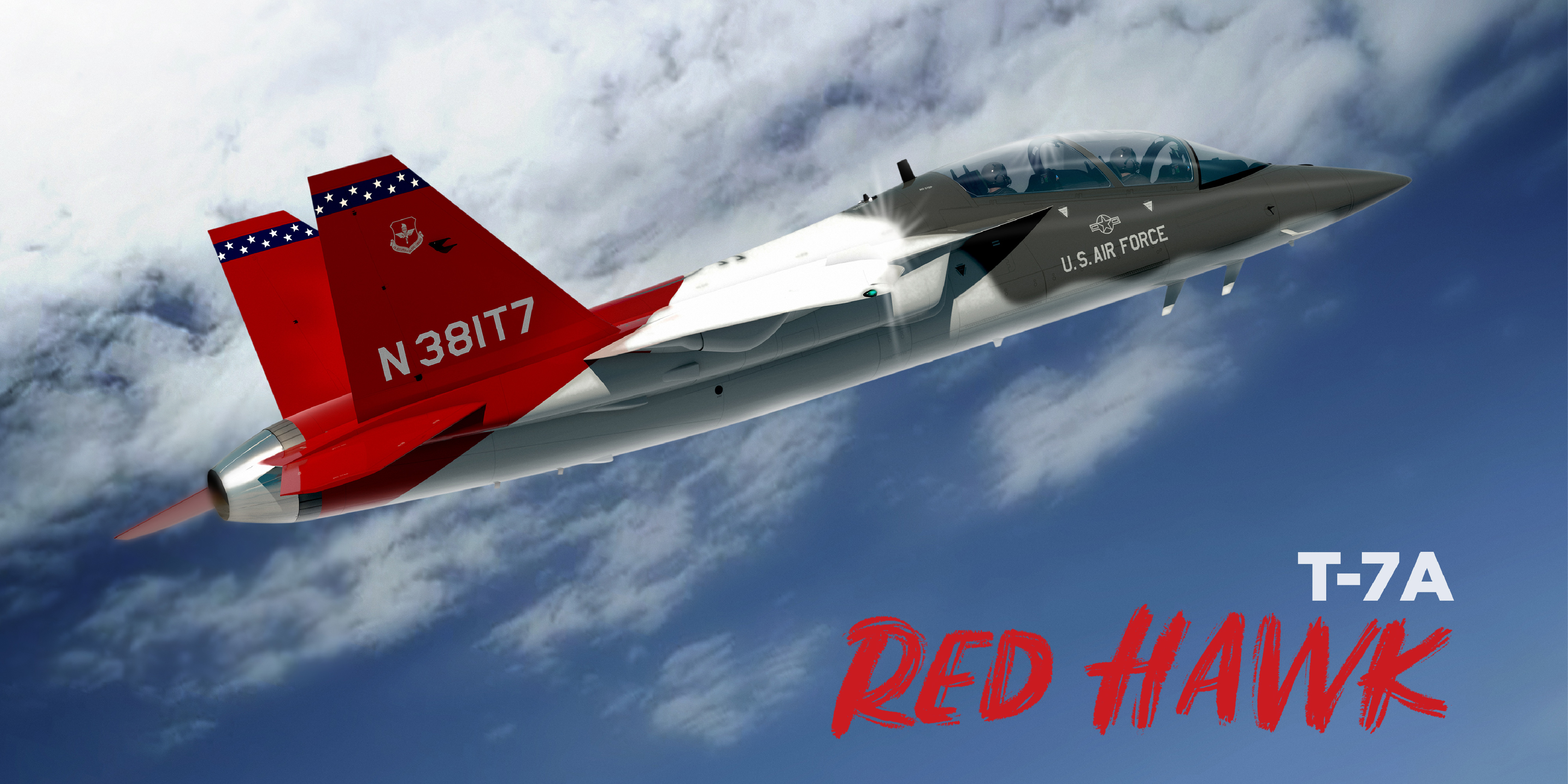
Boeing T-7 Red Hawk ВВС США

### Программа T-X
Устаревание Northrop T-38 Talon убедило командование воздушного образования и обучения ВВС США в 2003 году начать искать ему замену. Финансовые трудности привели к тому, что только в 2015 году ВВС США опубликовали требования программы T-X, запрос на 350 самолётов и 50 тренажёров для наземной подготовки, с ориентировочной готовностью к эксплуатации к 2024 году. Стоимость всей программы T-X оценивается в 10—12 млрд долларов. 27 сентября 2018 года ВВС США официально объявили что победителем программы стал Boeing-Saab T-X.

### Разработка
В 2013 году Boeing вместе со своим Европейским партнёром Saab, первоначально планировали представить модификацию двухместного Saab JAS 39 Gripen, однако впоследствии ушли от этой идеи и начали разработку совершенно нового самолёта, который был бы близок по аэродинамической компоновке к F-35 и F-22. В сентябре 2016 года в Сент-Луисе был презентован первый прототип и 20 декабря 2016 года он поднялся в небо, а вслед за ним 24 апреля 2017 года взлетел и второй прототип. В июле 2019 года состоялись первые лётные испытания самолёта TX в рамках конструкторско-производственной разработки (EMD), а в августе того же года состоялся юбилейный сотый полёт. Через год после победы на конкурсе, ВВС США выкрасили хвост самолёта в красный цвет и дали название T-7A Red Hawk, в честь темнокожих пилотов Таскиги которые летали на краснохвостых P-51 Mustang во время Второй мировой войны.
В декабре 2020 года началось производство наземных тренажёров для T-7, заявляет Boeing. В апреле 2023 г. ВВС США перенесли решение о серийном производстве T-7A на февраль 2025 г., а достижение начальной оперативной готовности на 2027 г., из-за проблем с «цифровой» разработкой самолёта.

## Варианты
T-7A — базовый вариант для ВВС США

## На вооружение
- США
  - ВВС США — планируют закупить 351 T-7A с возможностью приобретения до 475 единиц[5].

## Лётно-технические характеристики
Основные характеристики
- Экипаж: 2 (пилот и инструктор)
- Длина: 14,30 м
- Размах крыльев: 9,32 м
- Высота: 4,11 м
- Масса пустого: 3250 кг
- Максимальная взлётная масса: 5500 кг
- Объём топливных баков: 2000 кг
- Силовая установка: 1× General Electric F404 с форсажной камерой, мощностью — 49 кН (полная тяга), и на форсаже — 77 кН
- Максимальная скорость: 0,975 Маха (1194 км/ч)
- Дальность: 1830 км
- Крейсерская высота: 15 000 м
- Максимальная перегрузка: 8 g

### Комментарии
1. ↑  На 30.9.2022 средний возраст T-38 более 57 лет